# Diverso da chi?
Diverso da chi? è un film del 2009 diretto da Umberto Carteni, al suo esordio alla regia. Il film ha come interpreti principali Luca Argentero, Claudia Gerini e Filippo Nigro ed è ambientato interamente a Trieste.
È stato distribuito nelle sale italiane il 20 marzo 2009.

## Trama
Piero è un giovane politico di sinistra apertamente gay che vive a Trieste da molti anni con l'amato fidanzato Remo. Piero, già presente nel partito come rappresentante degli omosessuali, viene inviato alle primarie per la carica di sindaco con l'unico scopo di sottrarre meno voti possibili al candidato favorito (Pepe...dal sorriso che conquista), sennonché l'impegno della sua squadra di propaganda unito a una prematura dipartita del vincitore delle primarie lo portano alla decisione di candidarsi seriamente, cercando di portare le sue idee progressiste e innovative in una chiusa città del nord-est. Durante la campagna elettorale il partito decide di affiancargli come candidata vicesindaco Adele, esponente dell'ala cattolica e considerata una rigida conservatrice a favore della famiglia tradizionale e contro qualsiasi idea alternativa. Tra battibecchi e scaramucce i due, grazie all'intervento chiarificatore di Remo che porterà Piero a comprendere meglio Adele, scopriranno d'essere attratti l'uno dall'altra, suscitando lo scalpore tra gli elettori e gli avversari politici ma soprattutto in Remo, che si ritroverà d'un tratto ad essere il terzo incomodo...

## Riconoscimenti
- 2009 - David di Donatello
  - Nomination Migliore regista esordiente a Umberto Carteni
  - Nomination Miglior attore protagonista a Luca Argentero
  - Nomination Migliore attrice protagonista a Claudia Gerini
  - Nomination Miglior attore non protagonista a Filippo Nigro
- 2009 - Nastro d'argento
  - Migliore soggetto a Fabio Bonifacci
  - Nomination Migliore commedia a Umberto Carteni
  - Nomination Migliore produttore a Marco Chimenz, Giovanni Stabilini, Riccardo Tozzi
- 2009 - Globo d'oro
  - Miglior opera prima a Umberto Carteni
  - Nomination Migliore commedia a Umberto Carteni
- 2009 - Ciak d'oro
  -  Miglior attrice protagonista a Claudia Gerini[1]

## Incassi
In Italia il film ha incassato 3 214 000 euro di cui 1 100 000 euro nella prima settimana di programmazione secondo i dati Cinetel.